# Don McKellar

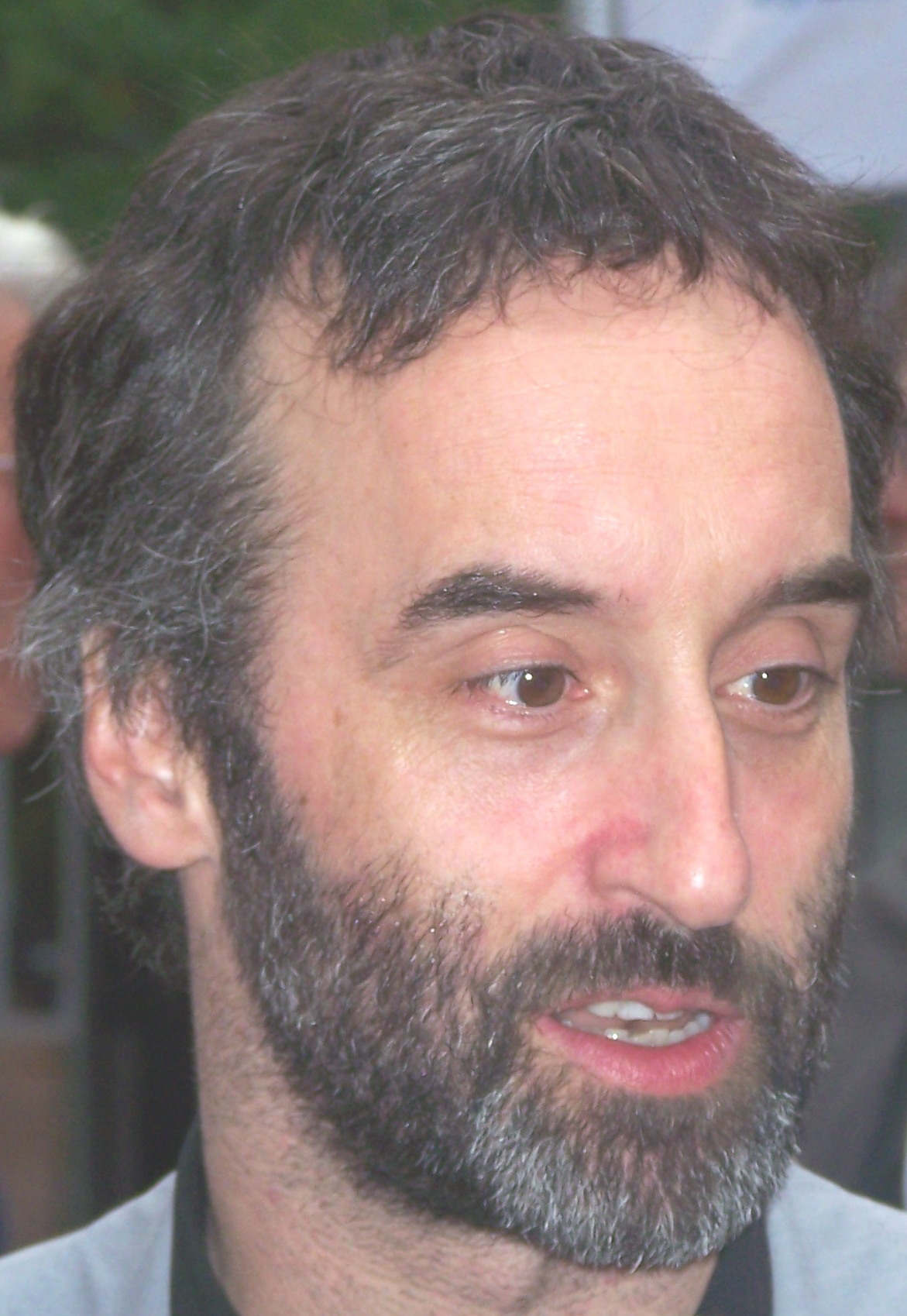
Don McKellar (2008)

Don McKellar (* 17. August 1963 in Toronto, Ontario) ist ein kanadischer Schauspieler, Drehbuchautor und Regisseur.

## Leben
Don McKellar besuchte das Lawrence Park Collegiate Institute und studierte später Englisch an der University of Toronto. Er begann seine Karriere im Theater, wandte sich jedoch bald dem kanadischen Film zu.
Seine erste Rolle in einem Kinofilm hatte McKellar 1989 in Bruce McDonalds Film Roadkill, für den er auch das Drehbuch schrieb. McKellar arbeitete später noch an mehreren Projekten mit Bruce McDonald zusammen (Highway 61, 1991, Twitch City, 1998/2000).
Zu Don McKellars weiteren Projekten gehören François Girards oscarnominierter Film Die rote Violine (1998), für den er auch das Drehbuch schrieb, und die David-Cronenberg-Filme eXistenZ (1999) und Crimes of the Future (2022).
Don McKellars Regiedebüt ist der Film Last Night (1998), der eine Handvoll Menschen in ihren letzten Stunden auf der Erde, die aufgrund eines Meteoriteneinschlags um Mitternacht aufhören wird zu existieren, begleitet.
Er war mit Tracy Wright bis zu deren Tod verpartnert.

## Filmografie (Auswahl)

### Filme
- 1989: Roadkill
- 1991: Highway 61
- 1993: 32 Variationen über Glenn Gould (Thirty Two Short Films About Glenn Gould)
- 1994: Exotica
- 1995: Wenn die Nacht beginnt (When Night Is Falling)
- 1998: Last Night (Regie)
- 1998: Die rote Violine (The Red Violin)
- 1999: eXistenZ
- 2004: Childstar (Regie)
- 2008: Die Stadt der Blinden (Blindness)
- 2013: Die große Versuchung – Lügen bis der Arzt kommt (The Grand Seduction)
- 2020: Most Wanted (Target Number One)
- 2021: The Middle Man – Ein Unglück kommt selten allein (The Middle Man)
- 2022: Crimes of the Future

### Fernsehserien
- 2000: Twitch City
- 2001: Degrassi: The Next Generation (2 Folgen)
- 2006: Slings & Arrows
- 2007: Odd Job Jack
- 2011: Republic of Doyle – Einsatz für zwei (Republic of Doyle, 1 Folge)
- 2014–2016: Sensitive Skin (12 Folgen)
- 2017: Saving Hope (3 Folgen)
- 2024: The Sympathizer (Miniserie, Drehbuch)

## Auszeichnungen
- 1992: Toronto International Film Festival, Best Canadian Short Film – Special Jury Citation Preisträger (Blue)
- 1994: Genie Awards, Genie Preisträger (Exotica, Kategorie Bester Nebendarsteller)
- 1998: Valladolid International Film Festival, Youth Jury Award – Special Mention Preisträger (Last Night)
- 1998: Mar del Plata Film Festival, OCIC Award Preisträger (Last Night)
- 1998: Sudbury Cinéfest, Best Ontario Feature Preisträger (Last Night)
- 1998: Toronto International Film Festival, Best Canadian First Feature Film Preisträger (Last Night)
- 1998: Internationale Filmfestspiele von Cannes, Award of the Youth Preisträger (Last Night, Kategorie Bester Ausländischer Film)
- 1999: Fantasporto, Directors’ Week Award Preisträger (Last Night, Kategorie Beste Regie)
- 1999: Genie Awards, Prix-Jutra-Preisträger (Last Night)
- 1999: Genie Awards, Genie-Preisträger (zusammen mit François Girard, Le Violon Rouge, Kategorie Bestes Drehbuch)
- 1999: Prix Jutra, Preisträger (zusammen mit François Girard, Le Violon Rouge, Kategorie Bestes Drehbuch)
- 1999: Writers Guild of Canada, WGC Award Preisträger (Twitch City, Episode My Pet, My Hero)
- 2000: Canadian Comedy Award, Preisträger (Last Night, Kategorie Beste Regie)
- 2000: Cinequest San Jose Film Festival, Preisträger (zusammen mit Bruce McDonald, Elimination Dance, Kategorie Bester Kurzfilm)
- 2005: Vancouver Film Critics Circle, VFCC Award Preisträger (Childstar, Kategorie Bester Schauspieler (Kanadischer Film))
- 2005: Vancouver Film Critics Circle, VFCC Award Preisträger (Childstar, Kategorie Beste Regie (Kanadischer Film))
- 2007: Vancouver Film Critics Circle, VFCC Award Preisträger (Monkey Warfare, Kategorie Bester Schauspieler (Kanadischer Film))